# Dasia olivacea
Dasia olivacea е вид влечуго от семейство Сцинкови (Scincidae). Видът не е застрашен от изчезване.

## Разпространение и местообитание
Разпространен е във Виетнам, Индия (Андамански и Никобарски острови), Индонезия (Калимантан, Суматра и Ява), Камбоджа, Лаос, Малайзия, Мианмар, Сингапур и Тайланд.
Обитава гористи местности, градини, крайбрежия и плажове.

## Описание
Популацията на вида е стабилна.